# Borja Bastón
Borja González Tomás, genannt Borja Bastón bzw. einfach nur Borja oder Bastón (* 25. August 1992 in Madrid) ist ein spanischer Fußballspieler auf der Position eines Stürmers, der seit September 2020 beim CD Leganés unter Vertrag steht.

## Vereinskarriere

### Karrierebeginn bei Atlético Madrid und erster Profieinsatz
Borja Bastón wurde am 25. August 1992 als Sohn des damaligen Profifußballtorhüters Miguel Bastón, der zu dieser Zeit gerade seine aktive Karriere beim Real Burgos CF ausklingen ließ, in Madrid geboren. Wie sein Vater begann auch Borja anfangs seine Karriere als Torhüter, als er im Jahre 1996 als Vierjähriger in der Nachwuchsabteilung von Atlético Madrid aufgenommen wurde. Im Laufe der Jahre wechselte er aber auf die Position eines Feldspielers, wobei auch hier sein Vater maßgeblich an der Umformung zum Feldspieler mitwirkte. Nach Jahren im vereinseigenen Nachwuchs und ersten Einsätzen in den Nachwuchsnationalmannschaften seines Heimatlandes debütierte Borja in der Saison 2009/10 im Herrenfußball, als er erstmals für die B-Mannschaft von Atlético Madrid mit Spielbetrieb in der drittklassigen Segunda División B zum Einsatz kam. Bereits in seiner ersten Spielzeit gelangen dem damals 17-Jährigen in 23 absolvierten Meisterschaftsspielen zwölf Treffer.
Aufgrund seiner starken Offensivleistungen machte er auch die Verantwortlichen des Profiteams des Vereins auf sich aufmerksam, woraufhin für das Halbfinalhinspiel der Europa League 2009/10 gegen den FC Liverpool am 22. April 2010 die erste Einberufung in die Profimannschaft erfolgte. In dieser Partie, die mit einem knappen 1:0-Erfolg über die Engländer endete, und den Weg ins Finale, das Atlético Madrid in weiterer Folge ebenfalls für sich entschied, ebnete, saß der damals 17-jährige Offensivakteur jedoch nur uneingesetzt auf der Ersatzbank. In den beiden letzten Saisonspielen 2009/10, als der Großteil der Stammmannschaft bereits geschont wurde, holte ihn Quique Sánchez Flores, Trainer des Profiteams, in ebendieses.
Nachdem der Offensivakteur am 8. Mai 2010 bei einem 1:1-Auswärtsremis gegen Sporting Gijón noch ohne Einsatzminuten auf der Ersatzbank verbrachte, setzte ihn Sánchez Flores bei der klaren 0:3-Heimniederlage gegen den FC Getafe, der damit noch einen internationalen Startplatz für die nachfolgende Woche erreichte, eine Woche später ab der 58. Minute als Ersatz für Tiago ein. Verletzungsbedingt musste Borja jedoch nach 21 absolvierten Spielminuten in der 79. Minute wieder den Platz verlassen, nachdem er sich eine schwerwiegende Verletzung am vorderen Kreuzband seines linken Knies zugezogen hatte.

### Der ewige Leihspieler
Nach seiner Verletzung dauerte es rund sieben Monate, ehe der junge Angriffsspieler wieder in einem offiziellen Pflichtspiel im Herrenfußball zum Einsatz kommen konnte. Am 19. Dezember 2010 war er bei einem 1:0-Sieg über den CP Cacereño erstmals nach seiner langen Verletzungspause wieder für die B-Mannschaft seines Vereins als Ersatzspieler für wenige Minuten im Einsatz. Trotz seiner Rückschläge zeigte sich Borja zu diesem Zeitpunkt noch zuversichtlich, dem Team im Wettstreit um die vorderen Tabellenplätze helfen zu können. Danach dauerte es allerdings noch weit über ein Monat, ehe der junge Angriffsspieler wieder den Weg zurück in die Mannschaft, bei der er bis zum Saisonende 2010/11 jedoch vorrangig als Ersatzspieler unter Trainer Antonio Rivas zum Einsatz kam, fand. Bei 14 absolvierten Meisterschaftsspielen in der spanischen Drittklassigkeit kam Borja auf eine Bilanz von vier Treffern und rangierte mit seinem Team im Endklassement, wie bereits in der Saison zuvor, im Tabellenmittelfeld. Insgesamt saß er in vier Spielen der Primera División 2010/11 uneingesetzt auf der Ersatzbank des Profiteams und war auch in der Pokalachtelfinalbegegnung zwischen Atlético Madrid und Espanyol Barcelona (Rückspiel) als uneingesetzter Ersatzspieler auf der Bank.
Um Spielpraxis im Profifußball zu sammeln, entschied sich die Vereinsführung im Sommer 2011 den mittlerweile 19-jährigen Stürmer an einen spanischen Zweitligisten zu verleihen. Bei Real Murcia aus der rund 400 Kilometer weiter südlich gelegenen Großstadt Murcia kam Borja unter Iñaki Alonso schnell zu ersten Einsätzen in der spanischen Zweitklassigkeit, ehe diese, nach seinem ersten Treffer bei einem 2:1-Heimsieg über den CD Numancia, weitgehend abnahmen. Bis wenige Runden vor Saisonende absolvierte in unregelmäßigen Abständen noch zehn weitere Meisterschaftsspiele, von denen er nahezu alle als eingewechselter Ersatzmann absolvierte. Nach einem weiteren Treffer, dem dritten im Laufe dieser Spielzeit, bei einem Kurzeinsatz in der 39. Runde holte ihn Alonso für das darauffolgende Spiel in die Startformation, wobei Borja auch beim 2:2-Heimremis gegen Gimnàstic de Tarragona ein Tor gelang. Danach kam er auch in den drei letzten Meisterschaftsspielen zum Einsatz, war jedoch nur mehr in einem davon von Beginn an auf dem Spielfeld. Bis zum Ende der Segunda División 2011/12, die Real Murcia auf dem 18. Tabellenplatz abschloss, kam der 1,86 m Angreifer in 20 Ligapartien auf vier Treffer und wurde zudem bei der 0:1-Niederlage gegen den FC Córdoba in der zweiten Runde der Copa del Rey 2011/12 von Beginn an eingesetzt.
Für die nachfolgende Spielzeit wechselte Borja innerhalb der Liga in den Nordosten Spaniens; bei der SD Huesca erhielt er am 30. August – die Spielzeit hatte bereits angefangen – einen Leihvertrag über die gesamte Saison. In Aragonien startete er unter dem Neo-Trainer und ehemaligen Schottland-Legionär Antonio Calderón noch als Ersatzspieler, arbeitete sich jedoch rasch zu einer Stammkraft in der Offensive hoch. Bis zur 13. Meisterschaftsrunde Mitte November 2012 war Borja in jedem Ligaspiel im Einsatz und hatte es zudem auf einen Einsatz in der Copa del Rey 2012/13 gebracht. Danach fungierte er eine Zeit lang ausschließlich als Ersatzspieler und wurde als solcher über einen Zeitraum von rund zwei Monaten kaum eingesetzt. Erst unter dem erfahrenen Trainer Jorge D’Alessandro, der Ende Dezember Ángel Royo, der nach dem Rauswurf von Antonio Calderón kurzzeitig als Interimstrainer in Erscheinung getreten war, ablöste, fand die junge Offensivkraft im Januar 2013 wieder zurück in die Mannschaft. Hauptsächlich als Mittelstürmer eingesetzt, war Borja spätestens ab Ende Februar wieder als vollwertiger Stammspieler anzusehen und steuerte ab dieser Zeit wieder regelmäßig Tore bei. Trotz seiner zahlreichen Treffer rutschte die ohnehin schon seit der Frühphase der Saison in den Abstiegskampf verwickelte SC Huesca in der Tabelle jedoch immer weiter nach hinten. Die von Borja erzielten neun Tore in 31 Meisterschaftsspielen halfen der Mannschaft am Saisonende nicht zum Klassenerhalt; als 21. und damit Vorletzter stieg der Klub aus Huesca in die spanische Drittklassigkeit ab.

### Torgefährlicher Leihspieler
Am 28. August 2013 wurde der leihweise Wechsel Borjas zum nunmehrigen Ligakonkurrenten Real Club Deportivo de La Coruña, der gerade aus der Primera División abgestiegen war, bekanntgegeben. Bei den Nordwestspaniern unterschrieb er einen Leihvertrag über zwei Jahre mit der Option einer Verlängerung, sollte er seinen Vertrag in Madrid auflösen. Seinen Einstand feierte der Mittelstürmer am 1. September 2013 bei einem 3:0-Auswärtssieg über den CE Sabadell, als er zwei Treffer erzielte, ehe er von Trainer Fernando Vázquez ausgewechselt wurde. Auch danach fungierte er beim Klub aus A Coruña vornehmlich als Mittelstürmer bzw. einzige Spitze und konnte bereits vier Runden später einen weiteren Doppelpack erzielen. Vázquez setzte ihn nahezu ausschließlich in der Stammformation ein; ab der 13. Meisterschaftsrunde, dem ersten Spiel, in dem Borja nicht auf dem Rasen war, rangierte Deportivo La Coruña bis zum Saisonende entweder auf dem ersten oder zweiten Tabellenplatz. Die restliche Saison verbrachte er abwechselnd als Starter bzw. als Ersatzkraft; vor allem zwischen Februar und März 2014 kam er über einen Zeitraum von mehreren Wochen nur zu einem Kurzeinsatz über wenige Minuten. Auch danach fand er ab Anfang April bis zum Saisonende Anfang Juni nur schwer in die Mannschaft und wurde von Fernando Vázquez vermehrt als Ersatzspieler behandelt. Bei 33 von 42 möglich gewesenen Ligapartien war Borja Bastón mit zehn Treffer der mannschaftsinterne Torschützenkönig und schaffte mit dem Klub gleich im ersten Versuch mit zwei Punkten Rückstand auf Meister SD Eibar als Zweitplatzierter der Segunda División 2013/14 den direkten Wiederaufstieg ins spanische Oberhaus.
Aufgrund des sportlichen Erfolgs wurde Borja noch am Saisonende nach Madrid zurückgeholt, um dann jedoch abermals an einen spanischen Zweitligisten verliehen zu werden. Bei Real Saragossa unterschrieb er ebenfalls für den Zeitraum einer Spielzeit einen Leihvertrag. Spätestens beim Klub aus der aragonischen Stadt Saragossa hatte der mittlerweile 22-Jährige seinen Durchbruch als Profifußballspieler geschafft. Im ersten Spiel noch als hängende Spitze eingesetzt, fungierte er unter dem aus Saragossa stammenden Víctor Muñoz daraufhin vornehmlich als torgefährlicher und offensiv starker Mittelstürmer. Vorwiegend über die vollen 90 Minuten im Einsatz hatte er es nach zehn absolvierten Meisterschaftsspielen bereits auf neun Tore und zwei Torvorlagen gebracht. Auch nach der Beurlaubung von Víctor Muñoz blieb Borja unter dem neuen Trainer Ranko Popović weiterhin torgefährlich und versäumte er in Runde 30 sein erstes Spiel, da er aufgrund einer Gelbsperre ausfiel. Zwischen der zweiten und 40. Meisterschaftsrunde kam der 1,86 m große Angriffsspieler in 38. Ligapartien auf 22 Treffer und fünf Assists; in den beiden letzten Ligapartien wurde er von seinem serbisch-österreichischen Trainer geschont und kam nicht mehr zum Einsatz.
Mit seinen 22 erzielten Toren rangierte Borja in der mannschaftsinternen Torschützenliste weit abgeschlagen auf dem ersten Platz und brachte es in der ligaumfassenden Torschützenliste immerhin auf den dritten Platz hinter Rubén Castro von Betis Sevilla (32 Tore) und Sergio Araujo von der UD Las Palmas (23 Tore). Weiters verhalf er seiner Mannschaft zu einem sechsten Platz im Endklassement der regulären Saison, der gerade noch für die Teilnahme an den saisonabschließenden Aufstiegs-Play-offs reichte. In ebendiesen schied Real Saragossa erst im in einem Hin- und einen Rückspiel ausgetragenen Finale gegen die UD Las Palmas aufgrund der Auswärtstorregel aus. Für Borja reichte seine Saisonleistung für die Wahl in die Mannschaft des Jahres der Segunda División. Des Weiteren brachte es der gebürtige Madrider zu einem Einsatz im einzigen Spiel seiner Mannschaft in der Copa del Rey 2014/15.

### Über den SD Eibar nach England
Nach seiner Rückkehr zu seinem Stammklub wurde Borja im Sommer 2015 ein weiteres Mal verliehen. Diesmal ging es für ihn zum seit der vorangegangenen Saison in der Primera División in Erscheinung tretenden SD Eibar, bei dem er, wie schon so oft in seiner bisherigen Karriere, einen Leihvertrag über eine Saison unterzeichnete. Über fünf Jahre nach seinem letzten Einsatz in der höchsten Fußballliga des Landes gab er einen Tag vor seinem 23. Geburtstag sein Comeback in der Liga, als ihn Trainer José Luis Mendilibar beim 3:1-Auswärtserfolg über den FC Granada ab der 80. Spielminute für den verletzten Sergi Enrich auf den Rasen schickte. In den ersten vier Meisterschaftsrunden noch als Ersatzspieler zumeist für nur wenige Spielminuten eingesetzt, avancierte er ab der fünften Runde zum Stammspieler, als er bei einem 2:2-Auswärtsremis gegen die Levante UD die beiden Treffer zur 1:0- und 2:0-Führung seiner Mannschaft erzielte. Auch in den nachfolgenden vier Spielen konnte sich Borja jeweils einmal als Torschütze eintragen; speziell von der fünften bis zur 24. Runde galt der 23-Jährige als überragender Angriffsspieler, der es in diesem Zeitraum bei 18 Einsätzen auf 16 Tore und drei Vorlagen gebracht hatte.
Seine starken Offensivleistungen wurden mitunter auch im Oktober 2015 mit der Wahl zum „Spieler des Monats der Primera División“ hervorgehoben. In diesem Monat hatte er mit Toren gegen die UD Las Palmas, sowie den FC Sevilla und den FC Barcelona für Aufsehen gesorgt. Ab der 25. Runde nahm seine Torgefährlichkeit deutlich ab; gleichzeitig verschlechterte sich auch die gesamte Mannschaftsleistung, sodass der SD Eibar in den 14 Spielen bis zum Saisonende lediglich ein einziges Spiel für sich entscheiden konnte und auch dieses nur knapp mit 2:1 gegen Real Sociedad gewann. Am Ende reichte es für das Team in der teilweise recht dicht gestaffelten Endtabelle der Primera División 2015/16 noch für einen 14. Tabellenplatz. Über den gesamten Saisonverlauf hinweg war Borja in 36 von 38 möglich gewesenen Ligapartien zum Einsatz gekommen und hatte es auf 18 Treffer und vier Torvorlagen gebracht. Mit seinen 18 Treffern war er abermals mannschaftsinterner Torschützenkönig und hatte doppelt so viele Treffer erzielt, als der zweiterfolgreichste Schütze Sergi Enrich. In der ligaweiten Torschützenliste rangierte Borja in dieser Saison auf Rang 10. Hinzu kamen noch drei Einsätze und ein Tor in der Copa del Rey 2015/16, in der das Team im Achtelfinale gegen die UD Las Palmas vom Turnierverlauf ausschied.
Nachdem er über 20 Jahre lang seinem Heimatverein Atlético Madrid angehört hatte, tat sich für die junge Offensivkraft im Sommer 2016 ein Auslandswechsel auf. Zuvor bereits von spanischen Klubs wie dem FC Getafe, Betis Sevilla oder dem FC Villarreal umworben, zeigten ab 2016 zahlreiche englische Fußballvereine ihr Interesse an dem torgefährlichen Mittelstürmer. Neben Tottenham Hotspur, dem FC Everton oder West Bromwich Albion tat auch der italienischen Erstligist AC Florenz sein Interesse an Borja kund. Zeitgleich versuchte allerdings der FC Valencia den Stürmer in der Heimat zu halten und in die südostspanische Küstenstadt zu lotsen. Nachdem Anfang August 2016 bekannt wurde, dass Swansea City, ebenfalls mit Spielbetrieb in der Premier League, in Verhandlungen mit dem Spieler und seinem Stammverein stehe, entwickelte sich Borja binnen kürzester Zeit zum teuersten Neuzugang in der Vereinsgeschichte der Waliser. Bei einer Rekordablösesumme von kolportierten 15,5 Millionen Pfund (umgerechnet rund 18 Millionen Euro) unterschrieb der Spanier einen Vierjahresvertrag bis Sommer 2020 und wurde als direkter Ersatz für André Ayew, der kurz zuvor für eine Rekordablösesumme von rund 20,5 Millionen Pfund zu West Ham United gewechselt war, gehandelt.

### Nur Ersatzspieler bei Swansea und weitere Leihstationen
Seine Karriere in der höchsten Spielklasse im englischen Fußball begann verhalten; nachdem er die ersten vier Meisterschaftsrunden aufgrund von Muskelproblemen verpasste, saß er erstmals in der fünften Runde auf der Ersatzbank. Bei der 0:1-Auswärtsniederlage gegen den FC Southampton gab er unter Francesco Guidolin sein Mannschafts- und Ligadebüt, als er ab der 82. Minute Jack Cork ersetzte. Danach fungierte Borja für mehrere Wochen abwechselnd als Ersatz- und Stammangreifer, ehe er ab Mitte September 2016 nur mehr sporadisch als Ersatzspieler eingesetzt wurde und oftmals ohne Einsatz auf der Ersatzbank saß. Zuletzt schon von Guidolin kaum berücksichtigt, wurde er auch von Bob Bradley, der ihn Mitte Oktober als Trainer ersetzte, kaum beachtet. Bis zum Saisonende 2016/17 hatte er es auf lediglich 18 Meisterschaftsspiele bei rund 550 Einsatzminuten und einen Treffer, den er am 15. Oktober bei einer 2:3-Auswärtsniederlage gegen den FC Arsenal erzielte, gebracht. Hinzu kamen noch je ein Einsatz im FA Cup 2016/17, sowie im EFL Cup 2016/17, wobei Swansea City in beiden Wettbewerben jeweils in der dritten Runde ausschied. In der teilweise sehr dicht gestaffelten Endtabelle belegte er mit seinem Verein den 15. Tabellenplatz. Im Mai 2017 trat er mit Vereinsverantwortlichen in Gespräche über seine weitere Zukunft, nachdem er unter den vier Trainern, die er in dieser Spielzeit hatte, keine Aussichten auf einen nahen Durchbruch hatte. Zwischenzeitlich wieder vom FC Valencia umworben, trat Borja bald darauf wirklich wieder den Wechsel in seine Heimat an.
Anfang Juli 2017 unterzeichnete der 24-Jährige einen Leihvertrag für eine Spielzeit beim Primera-División-Klub FC Málaga. In der andalusischen Großstadt startete er von der ersten Runde an unter José Miguel González, genannt Míchel, als Stammkraft in der Offensive, musste aber bereits nach wenigen Runden mit verletzungsbedingten Rückschlägen kämpfen. Aufgrund von Knieproblemen fand er nur mehr langsam zurück in die Mannschaft und wurde zumeist nur mehr als Ersatzspieler eingesetzt. Bis Anfang Februar 2018 kam er zumindest noch zu regelmäßigen Einsätzen für die Südspanier in der höchsten Fußballliga des Lande, ehe auch diese Einsätze weitgehend abnahmen und Borja über weite Teile der restlichen Saison verletzungsbedingt gar nicht erst dem Kader angehörte. Über die gesamte Saison 2017/18 hinweg kam der Mittelstürmer in 20 Meisterschaftsspielen zum Einsatz, steuerte zwei Treffer bei und absolvierte zwei weitere Spiele in der Zwischenrunde, dem Sechzehntelfinale, der Copa del Rey 2017/18. Bereits von Saisonbeginn an schaffte es der FC Málaga nicht mehr aus der Abstiegszone und war ab der 20. Runde durchgehend auf dem letzten Tabellenplatz zu finden. Mit 20 Punkten aus 38 Spielen hatte die Mannschaft weniger als die Hälfte der Punkte als der schlechtplatzierteste Nichtabsteiger in dieser Saison erreicht. Nach seiner Rückkehr zu seinem walisischen Stammverein hatte auch dieser den Klassenerhalt nicht geschafft und war als 18. der Premier League 2017/18 in die zweitklassige Football League Championship abgestiegen.
Am 16. Juli 2018 wurde der nächste Wechsel zurück ins heimische Oberhaus bekanntgegeben; der seit zwei Spielzeiten wieder in der höchsten Fußballspielklasse des Landes vertretene Klub Deportivo Alavés hatte ihn als Leihspieler für eine Saison an sich gebunden. Bereits nach drei absolvierten Ligaspielen beim neuen Klub fiel Borja ab September für mehrere Runden aufgrund eines Muskelfaserrisses aus und fand danach nur schleppend zurück in die Mannschaft. In den Monaten danach konnte er jedoch wieder immer längere Einsätze unter Trainer Abelardo Fernández verzeichnen und war, vor allem ab dem Jahr 2019, wieder auf dem Weg ein Stammspieler zu werden. Bis dato (Stand: 6. Februar 2019) kam Borja in 15 Ligaspielen zum Einsatz, erzielte vier Tore und gab eine Torvorlage. Des Weiteren wurde er in den beiden Sechzehntelfinalpartien seiner Mannschaft gegen den FC Girona in der Copa del Rey 2018/19 eingesetzt.

### Aston Villa & CD Leganés
Zum Ende der Winterwechselperiode 2019/20 schloss sich Borja ablösefrei dem englischen Premier-League-Klub Aston Villa an. Dort wurde er jedoch nur in zwei Pflichtspielen eingewechselt und bereits im September 2020 heuerte er für einen Einjahresvertrag in Spanien beim CD Leganés an, der zuvor aus der höchsten Spielklasse abgestiegen war.

## Nationalmannschaftskarriere
Erste Erfahrungen in einer Nationalauswahl des spanischen Fußballverbands sammelte Borja Bastón in der spanischen U-16-Auswahl. Für diese trat er im Jahre 2008 in drei Länderspielen in Erscheinung und war mit sechs Treffern äußerst torgefährlich. Noch im gleichen Jahr schaffte er auch den Sprung in die U-17-Nationalmannschaft seines Heimatlandes und vertrat diese mitunter bei der U-17-Europameisterschaft 2009 in Deutschland. Mit den Spaniern schied er allerdings noch in der Gruppenphase als Dritter der Gruppe A vom laufenden Turnier aus, wobei er selbst in allen drei Partien im Einsatz war. Als eine der sechs besten Mannschaften des Turniers qualifizierten sich die Spanier für die mehrere Monate später stattfindende U-17-Weltmeisterschaft in Nigeria.
Unter U-17-Nationaltrainer Ginés Meléndez agierte Borja auch hier als Stammspieler und zog mit seiner Mannschaft nach einem Gruppensieg in Gruppe E ins Achtelfinale des Turniers ein. Nach Siegen über die Alterskollegen aus Burkina Faso im Achtelfinale und Uruguay im Viertelfinale verlor die Mannschaft das Halbfinale gegen den Gastgeber Nigeria mit 1:3. Im Spiel um Platz 3 konnten sich die Spanier in weiterer Folge noch gegen Kolumbien mit 1:0 durchsetzen. Bei dieser Weltmeisterschaft wurde er in sechs der sieben Spieler seines Heimatlandes eingesetzt und steuerte fünf Tore sowie eine Torvorlage bei. Zusammen mit Sani Emmanuel, Sebastián Gallegos und Haris Seferović, die allesamt jeweils fünf Treffer erzielt hatten, wurde Borja Torschützenkönig dieses Turniers. Während Borja als einziger den Goldenen Schuh erhielt, erhielt Emmanuel den Silbernen Schuh und Gallegos den Bronzenen Schuh. In den Jahren 2008 bis 2009 kam Borja auf eine Bilanz von 22 Länderspielen für Spanien U-17, wobei er insgesamt zwölf Tore erzielte.
Danach absolvierte er mindestens zwei Länderspiele für die spanische U-18-Nationalauswahl, für die er auch mindestens ein Tor beisteuerte. Darüber hinaus vertrat er sein Heimatland im Jahre 2011 bei der U-19-Europameisterschaft 2011 in Rumänien, galt aber über den Turnierverlauf hinweg nur als Ersatzspieler hinter den Stammkräften Álvaro Morata und Juanmi. Am Ende wurde er mit seinem Heimatland U-19-Weltmeister, wobei er selbst in zwei Spielen im Einsatz war und in den restlichen vier Partien ohne Einsatz auf der Ersatzbank saß.

## Erfolge
Deportivo La Coruña
- Vizemeister der Segunda División und Aufstieg in die Primera División: 2013/14

Nationalmannschaft
- U-19-Europameister: 2011

## Auszeichnungen
- Wahl in die Mannschaft des Jahres der Segunda División: 2014/15
- Torschützenkönig und Goldener Schuh bei der U-17-Fußball-Weltmeisterschaft: 2009 (5 Tore)
- Spieler des Monats der Primera División: Oktober 2015